# Arniston
Arniston este o localitate pescărească cu rol de stațiune balneoclimaterică din provincia Western Cape, Africa de Sud, situată nu departe de Capul Acelor. Numele său provine de la un vas englezesc care a naufragiat în zonă în 1815.